# مسلسل البدر
مسلسل البدر أو القمر المكتمل (بالتركية: Dolunay)‏ هو مسلسل تلفزيوني درامي تركي تم بثه من 4 يوليو إلى 31 ديسمبر 2017 على قناة ستار تي في من بطولة جان يامان وأوزغي غوريل.

## القصة
فريد (جان يامان) رجل أعمال ناجح له نظام دقيق في عمله ويبحث عن هذا النظام الكامل أيضا في منزله. يقوم الطباخ الذي وظفه بطبخ الطعام قبل مجيئه إلى المنزل يوميا ولكن بسبب تدقيق فريد وبحثه عن الكمالية المطلقة لم يدم أحد طويلا في تلك الوظيفة نازلي (اوزغي غوريل) التي هي طالبة تقوم بالدراسات العليا في فرع فن الطبخ وتعيش مع صديقتها واختها ومن اجل ان تستطيع إدارة المنزل التي تعيش فيه تضطر أن تبحث عن عمل بشكل عاجل ولكن لا يمكن تحملها في العمل بسبب تصرفاتها.هذان الشخصان المتضادان لبعضهم البعض تتقاطع طرقهما في مطبخ فريد.

## أبطال العمل
- جان يامان: فريد
- أوزغي غوريل: نازلي
- هاكان كورتاش: دينز
- نسيب ميميلي: هاكان
- أوزنور سيرتشيلار: فتوش
- بيرك يايجين: طارق
- بالامير امرين: إنجين

## روابط خارجية
- مسلسل البدر على موقع IMDb (الإنجليزية)
- مسلسل البدر على موقع فيلمافينيتي (الإسبانية)
- مسلسل البدر على موقع كينوبويسك (الروسية)
- مسلسل البدر على موقع قاعدة بيانات الفيلم (الإنجليزية)